# Kim Yuna
Kim Yuna (generalmente indicata in Occidente come Yuna Kim; in coreano: 김연아?, 金姸兒?, Gim Yeon-aLR, Kim YŏnaMR, /kim.jʌn.a/; Gyeonggi, 5 settembre 1990) è un'ex pattinatrice artistica su ghiaccio sudcoreana.
Vincitrice della medaglia d'oro ai Giochi olimpici invernali di Vancouver 2010 e della medaglia d'argento ai Giochi olimpici invernali di Soči 2014, campionessa mondiale nel 2009 e nel 2013, vincitrice del Quattro continenti nel 2009, tre volte prima classificata nella finale del Grand Prix ISU (2006-2007, 2007-2008, 2009-2010), campionessa mondiale juniores nel 2006, vincitrice dell'edizione 2005-2006 della finale dello Junior Grand Prix ISU, è stata anche per nove volte campionessa nazionale della Corea del Sud.

## Carriera sportiva

### Gli esordi
Yu-na Kim ha iniziato a pattinare all'età di 7 anni. La sua prima insegnante, Jong-Hyeon Ryu, ha fortemente consigliato alla madre della giovane pattinatrice di farle continuare a praticare tale sport, avendo avuto sentore del fatto che in futuro sarebbe divenuta una pattinatrice di alto livello. In una intervista del 2011, la Kim ha riconosciuto la bravura della propria insegnante nell'aver saputo riconoscere la sua predisposizione per il pattinaggio: "La mia insegnante mi aveva detto che i miei muscoli e la struttura del mio corpo sono perfetti per pattinare. Sono nata con un buono strumento, forse più che con del talento. Sono stata fortunata che la mia insegnante abbia notato ciò così presto, aiutandomi a sviluppare tali caratteristiche. Molte persone non sanno di essere nate in un certo modo."
In una intervista dell'ottobre 2010, descrivendo le condizioni di allenamento per i pattinatori di livello agonistico in Corea, la Kim ha detto: "Durante i miei primi anni di pattinaggio, non c'erano molte piste di pattinaggio su ghiaccio in Corea ed anche le poche esistenti erano per la maggior parte pubbliche. Perfino ora, quando gli atleti si vogliono allenare, devono usare la pista molto presto al mattino oppure la sera tardi. Inoltre, dal momento che non ci sono abbastanza piste di pattinaggio a disposizione per tutte le squadre, i pattinatori spesso devono allenarsi in piste differenti di giorno in giorno. Oltretutto, dal momento che la maggior parte delle piste sono troppo fredde, c'è sempre un'alta probabilità di infortunarsi".
Nel 2002 la Kim ha gareggiato per la prima volta a livello internazionale partecipando al Triglav Trophy, in cui ha vinto la medaglia d'oro nella categoria Novice. Un anno dopo, all'età di 12 anni, ha vinto il titolo nazionale nei Campionati sudcoreani di pattinaggio di figura nella categoria Senior, diventando la pattinatrice più giovane di sempre ad aver conquistato tale titolo. In seguito ha vinto la sua seconda competizione internazionale quando ha partecipato al Golden Bear di Zagabria, nella categoria Novice.

### Carriera nella categoria Junior

#### Stagione 2004-2005
Nella stagione 2004-2005 la Kim ha preso parte allo Junior Grand Prix, vincendo una medaglia d'argento nell'evento in Cina ed una d'oro in Ungheria. Avendo ottenuto tali risultati, è stata invitata a partecipare alla finale dove si è classificata seconda con un punteggio totale di 137,75 punti.
Nel 2005 ha confermato per la terza volta consecutiva il proprio titolo nazionale, per poi prendere parte ai campionati mondiali juniores in cui ha vinto la medaglia d'argento con un totale di 158,93 punti, dopo aver eseguito la sua prima combinazione triplo-triplo nel programma libero.

#### Stagione 2005-2006
Nella stagione 2005-2006 Yu-na Kim non ha potuto partecipare alle Giochi olimpici invernali di Torino 2006 in quanto ancora troppo giovane. Ha invece preso parte allo Junior Grand Prix 2005-2006 vincendo sia la competizione in Bulgaria che quella in Slovacchia. Nella finale dello Junior Grand Prix ha conquistato la medaglia d'oro con 28,34 punti di distacco dalla seconda classificata, la giapponese Aki Sawada. In tale competizione, durante il programma libero, ha eseguito sette salti tripli, inclusa una combinazione triplo flip-triplo toe-loop ed una combinazione doppio axel-triplo toe-loop.
Nella stessa stagione la Kim ha vinto il proprio quarto titolo nazionale ed in seguito ha vinto la medaglia d'oro anche nei campionati mondiali juniores, con 177,54 punti totali ed un distacco di 24,19 punti dalla seconda classificata, la nipponica Mao Asada.

### Carriera nella categoria Senior

#### Stagione 2006-2007
Per prepararsi al debutto nella categoria Senior nella stagione 2006-2007, la Kim si è allenata intensivamente presso il "Toronto Cricket, Skating and Curling Club" di Toronto, in Canada, durante l'estate del 2006.

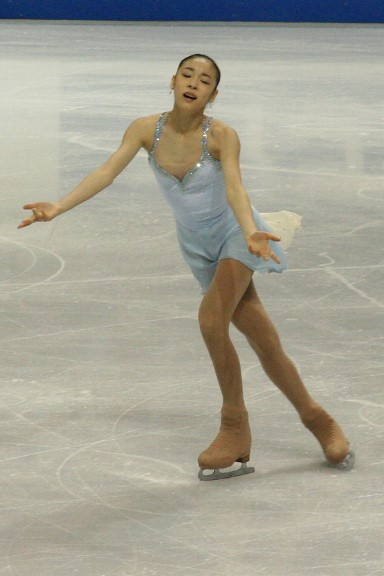
Yu-na Kim durante il programma libero a Skate Canada 2006

La sua prima competizione nella categoria Senior è stata l'edizione 2006 di Skate Canada, dove ha vinto la medaglia di bronzo dopo essersi classificata prima nel programma corto e quarta nel libero, con un punteggio totale di 168,48 punti.
Al Trophée Eric Bompard 2006 ha ottenuto 65,22 punti nel programma corto e 119,32 nel libero, classificandosi prima in entrambi i segmenti di gara e vincendo l'evento con un totale di 184,54 punti, a 10,10 punti di distanza dalla seconda classifica Miki Andō. Questi risultati hanno garantito a Yu-na Kim l'invito alla sua prima finale del Grand Prix.
Nella finale del Grand Prix del 2006 a San Pietroburgo, in Russia, la Kim si è classificata terza nel programma corto con 65,06 punti e prima nel libero con 119,14 punti. Ha quindi vinto la competizione con un totale di 184,20 punti, ad un margine di 11,68 punti di distacco dalla giapponese Mao Asada, vincitrice della medaglia d'argento.
A causa di un infortunio la Kim è stata costretta a ritirarsi dai campionati sudcoreani del 2007 e non ha quindi potuto difendere il proprio titolo nazionale. Nel gennaio 2007 le è stata diagnosticata una ernia del disco allo stato iniziale.
Yu-na Kim è stata selezionata per competere ai campionati mondiali del 2007 sulla base dei suoi risultati durante la stagione, anche se a causa della posizione ottenuta da Choi Ji-Eun l'anno precedente la Corea del Sud aveva a disposizione un solo posto nel campionato mondiale. Nella competizione, svoltasi a Tokio, in Giappone, la Kim ha vinto il programma corto con 71,95 punti, guadagnando il punteggio più alto ottenuto fino a quel momento con il sistema di punteggio dell'ISU e di conseguenza imponendo un nuovo record mondiale che ha superato quello precedentemente segnato dalla statunitense Sasha Cohen. Si è poi classificata quarta nel programma libero con 114,19 punti, concludendo la gara in terza posizione con 186,14 punti, dietro le giapponesi Miki Andō e Mao Asada. Il suo risultato ha comunque garantito alla Corea del Sud la possibilità di presentare due atlete nella competizione mondiale del 2008.
Nel marzo del 2007 la pattinatrice sudcoreana ha cambiato allenatore ed è diventato suo nuovo coach il canadese Brian Orser. Soddisfatta dell'ambiente di allenamento trovato in Canada, la Kim ha scelto Toronto come sua base per gli allenamenti. Il suo coreografo è diventato David Wilson.

#### Stagione 2007-2008

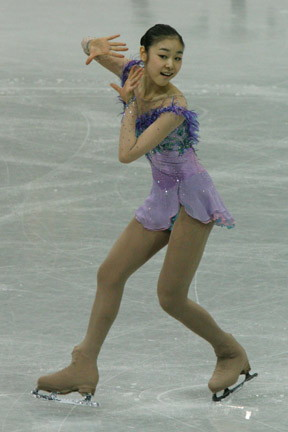
Yu-na Kim durante il programma corto ai Mondiali 2008

Per la stagione 2007-2008 Yu-na Kim è stata assegnata alla Cup of China 2007 ed alla Cup of Russia 2007.
L'inizio della stagione ha visto la Kim vincitrice del primo evento del Grand Prix al quale ha partecipato, la Cup of China, con un punteggio totale di 180,68 punti ed un distacco di 24,34 punti dalla seconda classificata Caroline Zhang. In particolare si è classificata terza al termine del programma corto, nel quale ha eseguito una combinazione triplo flip-toe-loop, un triplo lutz ed un doppio axel, ma il giorno successivo ha ottenuto 122,36 punti per il programma libero, in cui ha eseguito una combinazione triplo flip-triplo toe-loop, un triplo rittberger, una combinazione triplo lutz-doppio toe-loop, una combinazione doppio axel-triplo toe-loop, un lutz semplice, un triplo salchow, un doppio axel e tre trottole giudicate di livello quattro.
Nella Cup of Russia 2007 la Kim ha vinto sia il programma corto con 63,50 punti che il libero con 133,70 punti, concludendo in prima posizione con un totale di 197,20 punti ed un distacco di 24,43 punti dalla seconda classificata Yukari Nakano. In questa competizione ha eseguito una combinazione triplo flip-triplo toe-loop, un triplo rittberger, una combinazione triplo lutz-doppio toe-loop, una combinazione doppio axel-triplo toe-loop, un triplo lutz, un triplo salchow ed un doppio axel.
La Kim si è qualificata per la finale del Grand Prix 2007-2008 che si è tenuta a Torino, in Italia. In tale occasione ha vinto il programma corto con 64,62 punti e si è classificata seconda nel libero con 132,21 punti. Con un totale di 196,83 punti, la Kim ha ottenuto per la seconda volta la medaglia d'oro nella finale del Grand Prix.
A causa di un infortunio all'anca, la Kim non ha preso parte né ai campionati nazionali sudcoreani del 2008, né al Quattro Continenti 2008.
Nonostante l'infortunio all'anca ed un dolore alla schiena, ha comunque partecipato ai campionati mondiali del 2008 a Göteborg, in Svezia. Si è classificata quinta nel programma corto con 59,85 punti, ma ha recuperato nel programma lungo dove si è classificata prima con 123,38 punti. Con un totale di 183,23 punti ha vinto la sua seconda medaglia di bronzo mondiale consecutiva.

#### Stagione 2008-2009
Per la stagione 2008-2009 gli eventi del Grand Prix ai quali Yu-na Kim è stata assegnata sono stati Skate America 2008 e la Cup of China 2008.
Nella competizione statunitense la Kim si è classificata prima nel programma corto con 69,50 punti, con un margine di 11,70 punti sulle avversarie nonostante un errore nel doppio axel. Nel successivo segmento di gara ha confermato la propria prima posizione ottenendo 123,95 punti e vincendo quindi la medaglia d'oro con un totale di 193,45 punti ed oltre 20 punti di distacco dalla seconda classificata, la giapponese Yukari Nakano.

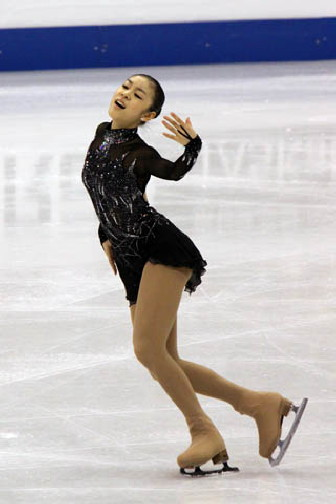
Yu-na Kim durante il programma corto ai Mondiali 2009

Anche nella Cup of China ha avuto successo, ottenendo 63,64 punti per il programma corto e 128,11 per il libero e classificandosi prima in entrambe le sezioni. Il suo punteggio totale di 191,75 punti, di quasi 21 punti superiore a quello di Miki Andō, vincitrice dell'argento, le ha quindi garantito il primo posto nella competizione e contestualmente la qualificazione per la finale del Grand Prix.
Durante la finale del Grand Prix 2008-2009, svoltasi a Goyang, in Corea del Sud, si è classificata prima nel programma corto con 65,94 punti e seconda nel libero con 120,41 punti. Ha concluso la gara con un totale di 186,35 punti, ottenendo la medaglia d'argento a 2,20 punti di distanza dalla vincitrice, la giapponese Mao Asada.
La Kim ha successivamente preso parte al Quattro Continenti 2009 tenutosi a Vancouver, in Canada, dove ha segnato un nuovo record di 72,24 punti per il programma corto, che ha eseguito senza errori. Per il programma libero ha ottenuto 116,83 punti ed ha vinto la medaglia d'oro con un totale di 189,07 punti.
Durante i Campionati Mondiali 2009 che hanno avuto luogo a Los Angeles, negli Stati Uniti, Yu-na Kim ha imposto un nuovo record mondiale nel programma corto con 76,12 punti, superando il proprio precedente record di quasi quattro punti. Nel primo segmento di gara ha eseguito una combinazione triplo flip-triplo toe-loop, un triplo lutz ed un doppio axel ed ha inoltre ottenuto la valutazione di livello quattro per tutte le sue trottole e sequenze di spirali. Ha poi vinto anche il programma libero, ottenendo 131,59 punti e mostrando grandi doti interpretative ed artistiche. Nell'esercizio più lungo ha eseguito una combinazione triplo flip-triplo toe-loop, un doppio axel, una combinazione triplo lutz-doppio toe-loop-doppio rittberger, una combinazione doppio axel-triplo toe-loop, un triplo lutz ed un doppio axel. Ha inoltre segnato un nuovo record mondiale per il punteggio totale con 207,71 punti, divenendo la prima donna a superare i 200 punti con il sistema di giudizio ISU, ed ha vinto il suo primo titolo iridato. Il suo margine di vittoria è stato in questo caso di 16,42 punti di vantaggio rispetto alla seconda classificata Joannie Rochette ed è anche stata l'unica atleta a guadagnare degli otto fra i voti per le componenti del programma sia nel corto che nel libero. Inoltre, nell'intera stagione 2008-2009, la Kim è stata l'unica pattinatrice, nella categoria femminile, una cui combinazione triplo-triplo sia stata riconosciuta dai giudici come correttamente eseguita sia nel programma corto che nel libero.

#### Stagione 2009-2010

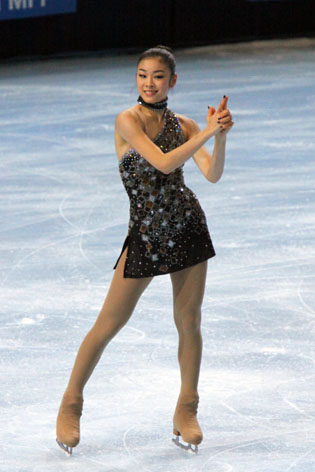
Yu-na Kim durante il programma corto al Trophée Eric Bompard 2009

Nella stagione 2009-2010 la Kim è stata invitata al Trophée Eric Bompard 2009 ed a Skate America 2009.
Nella competizione parigina si è classificata prima nel programma corto con 76,08 punti, a 16,44 punti da Yukari Nakano. Ha eseguito con successo una combinazione triplo lutz-triplo toe-loop, seguita da un triplo flip ed un doppio axel. La sua sequenza di spirali e tutte e tre le trottole che ha presentato sono inoltre state valutate di livello quattro. Aprendo l'esercizio con una combinazione triplo lutz-triplo toe-loop e mostrando grandi doti artistiche, la Kim ha inoltre vinto il programma libero con 133,95 punti. Ha inoltre eseguito una combinazione doppio axel-doppio toe-loop-doppio rittberger, una combinazione doppio axel-triplo toe-loop, un triplo salchow, un triplo lutz ed un doppio axel. Ha vinto l'evento con 210,03 punti, a 36,04 punti di distanza da Mao Asada, premiata con l'argento. Inoltre in questa competizione la Kim ha segnato i nuovi record mondiali per il punteggio con il sistema di giudizio ISU del programma libero e per quello totale.
A Skate America 2009, la Kim si è classificata ancora prima nel programma corto con 76,28 punti, ponendo una distanza di 17,48 punti fra sé e la seconda in classifica, Rachael Flatt. Nel programma libero ha ottenuto la seconda posizione con 111,70 punti, a causa di alcuni errori nei salti, ma nonostante questo sia stato uno dei suoi punteggi più bassi ha comunque vinto l'evento con un totale di 187,98 punti, superando la Flatt, vincitrice dell'argento, di 13,07 punti. Inoltre in tale occasione ha nuovamente segnato un record mondiale per il punteggio del programma corto con il sistema di giudizio ISU.
Le due vittorie negli eventi del Grand Prix le hanno naturalmente garantito l'invito alla finale di Tokyo, in Giappone, svoltasi nel dicembre 2009. In questa sede la Kim si è classificata seconda nel programma corto con 65,64 punti, dietro Miki Ando di 0,56 punti. Il giorno successivo ha però vinto il programma libero con 123,22 punti ed ha ottenuto la sua terza medaglia d'oro nella finale del Grand Prix con un totale di 188,86 punti.
Nel febbraio 2010 la Kim ha partecipato per la prima volta ad una competizione olimpica a Vancouver 2010, dove ha conquistato la medaglia d'oro.
A marzo del 2010 Yu-na Kim ha gareggiato ai mondiali 2010 a Torino, in Italia. La pattinatrice ha detto di aver lottato con se stessa per trovare la motivazione necessaria a gareggiare ai mondiali dopo aver vinto l'oro ai Giochi olimpici invernali. La Kim si è classificata settima nel programma corto con 60,30 punti. Ha infatti iniziato l'esercizio con una combinazione triplo lutz-triplo toe-loop, ma ha poi avuto problemi con la trottola rovesciata e con la sequenza di spirali. Ha però recuperato nel programma libero dove ha ottenuto la prima posizione con 130,49 punti, dopo aver eseguito una combinazione triplo lutz-triplo toe-loop, un triplo flip, una combinazione doppio axel-doppio toe-loop-doppio rittberger, una combinazione doppio axel-triplo toe-loop ed un triplo lutz, e pur avendo avuto problemi con il triplo salchow ed il doppio axel. Ha quindi vinto la medaglia d'argento con 190,79 punti totali.

##### Giochi olimpici di Vancouver 2010
Nel febbraio 2010 Yu-na Kim ha gareggiato nella competizione femminile alle Giochi olimpici invernali del 2010, tenutesi a Vancouver, nella Columbia Britannica, in Canada. Ha partecipato all'evento come una delle pattinatrici maggiormente favorite per la vittoria dell'oro.

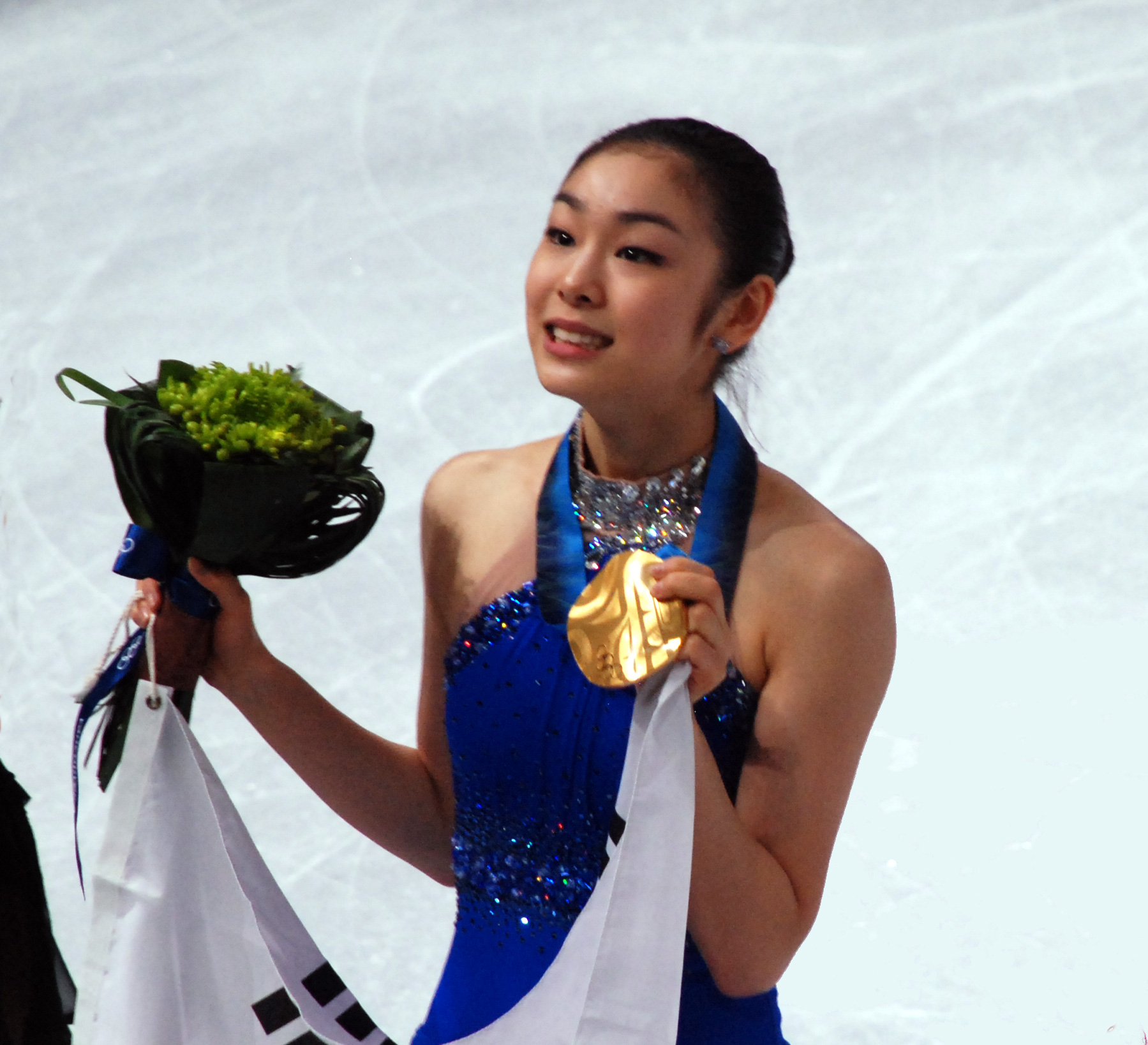
Yu-na Kim alla cerimonia di premiazione dei Giochi olimpici di Vancouver 2010

Il 23 febbraio si è svolta la prima sezione di gara e nel suo esercizio, pattinato sulle musiche dei film di James Bond, la Kim ha eseguito una combinazione triplo lutz-triplo toe-loop, un triplo flip ed un doppio axel. Le sue spirali e le sue trottole sono state valutate di livello quattro. Il suo punteggio tecnico di 44,70 punti è stato il più alto dell'intero evento. Ha inoltre guadagnato 33,80 punti per le componenti del programma e quindi un totale di 78,50 punti nel primo segmento di gara, che ha concluso in prima posizione con 4,72 punti di vantaggio rispetto alla giapponese Mao Asada. Ha anche segnato un nuovo record mondiale per il punteggio del programma corto.
Il 25 febbraio la Kim ha ottenuto la prima posizione nel programma libero con 150,06 punti, 18,34 in più della Asada, la quale si è classificata seconda anche in tale segmento di gara. La pattinatrice sudcoreana ha eseguito una combinazione triplo lutz-triplo toe-loop, un triplo flip, una combinazione doppio axel-doppio toe-loop-doppio rittberger, una combinazione doppio axel-triplo toe-loop, un triplo salchow, un triplo lutz ed un doppio axel; le sue trottole e sequenze di spirali hanno ricevuto il livello quattro nella valutazione. Sia il suo punteggio tecnico di 78,30 che il suo punteggio per le componenti di 71,76 punti sono stati i più alti della giornata. Inoltre è stata l'unica in gara a guadagnare dei nove nel punteggio per le componenti. Ha anche imposto un nuovo record per il programma libero con il sistema di giudizio ISU. In conclusione, la Kim ha totalizzato 228,56 punti, superando il proprio record personale ed allo stesso tempo il record mondiale di 18 punti. Ha vinto la medaglia d'oro divenendo la prima pattinatrice sudcoreana ad ottenere una medaglia in una qualsiasi disciplina del pattinaggio di figura ai Giochi olimpici. Inoltre l'oro di Yu-na Kim è stato la prima medaglia vinta dalla Corea del Sud in uno sport dei Giochi olimpici invernali che non fosse il pattinaggio di velocità o lo short track.
I punteggi della Kim nel programma corto, nel libero e totale a Vancouver 2010 sono stati i più alti mai ottenuti sin dalla creazione del sistema di giudizio ISU e per questo sono stati automaticamente registrati nel Guinness dei primati. Dopo i Giochi olimpici del 2010 alcune personalità come Jacques Rogge e Hillary Clinton hanno elogiato la performance olimpica di Yu-na Kim.

#### Stagioni 2010-2011 e 2011-2012
Nell'agosto del 2010 la pattinatrice sudcoreana si è separata da Brian Orser, il coach con il quale si era allenata per quattro anni, ed ha iniziato ad allenarsi in un'altra pista di Toronto. Poco tempo dopo, Yu-na Kim ha lasciato la città canadese per allenarsi nella pista dell'East West Ice Palace di Los Angeles, di proprietà di Michelle Kwan e della famiglia Kwan.
Il 5 ottobre 2010 è stato annunciato che il nuovo coach della sudcoreana sarebbe stato Peter Oppegard.
Per la stagione 2010-2011 la Kim è stata invitata a partecipare alla Cup of China 2010 ed alla Cup of Russia 2010. La pattinatrice ha però deciso di non prendere parte agli eventi del Grand Prix per potersi concentrare sui Campionati mondiali 2011.
Ai campionati mondiali Yu-na Kim ha vinto la medaglia d'argento dopo essersi classificata prima nel programma corto e seconda nel libero, con un totale di 194,50 punti, ad 1,29 punti di distanza dalla vincitrice dell'oro, la giapponese Miki Andō.
Dopo il mondiale la Kim ha detto che avrebbe potuto mancare anche la successiva stagione del Grand Prix per concentrarsi sulla promozione della candidatura della Corea del Sud come nazione ospitante delle Giochi olimpici invernali 2018. Nel maggio 2011 ha dichiarato a Around the Rings che portare i Giochi olimpici invernali a PyeongChang sarebbe stato di ispirazione per i giovani atleti coreani. Il 6 luglio 2011 è terminata, con la scelta della città sudcoreana, la selezione della città organizzatrice i Giochi olimpici del 2018.
Il 18 ottobre 2011 Yu-na Kim ha annunciato che non avrebbe gareggiato nella stagione 2011-2012.

#### Stagione 2012-2013
Il 2 luglio 2012 Yu-na Kim ha annunciato la propria intenzione di competere nella stagione 2012-2013, con l'obiettivo di gareggiare alle Giochi olimpici invernali 2014. Non è però stata invitata a partecipare agli eventi del Grand Prix 2012-2013 ed ha così deciso di prendere parte ad eventi di minore rilevanza per ottenere il punteggio tecnico necessario a qualificarsi per i Campionati mondiali 2013.
Ha lasciato Oppegard per essere seguita da Shin Hye-sook e Ryu Jong-hyeon, suoi allenatori di infanzia.
La sua prima competizione della stagione è stato l'NRW Trophy 2012, tenutosi a Dortmund, in Germania dal 5 al 9 dicembre 2012. Ha partecipato all'evento per guadagnare il punteggio minimo richiesto per i campionati ufficiali. Yu-na si è classificata prima nel programma corto con 72,27 punti ed ha vinto anche il libero con 129,34 punti, ottenendo quindi la medaglia d'oro. L'agenzia della Kim ha riferito che, avendo soddisfatto i risultati richiesti per poter partecipare ai campionati ISU, la pattinatrice si sarebbe da quel momento concentrata sui campionati nazionali sudcoreani e sui campionati mondiali, senza quindi prendere parte ad altri eventi internazionali.
Nel gennaio 2013, a causa della sua assenza dalle competizioni nella stagione precedente, la Kim ha dovuto gareggiare nei campionati sudcoreani 2013 per ottenere un posto per i Campionati mondiali 2013. Si è posizionata in testa alla classifica del primo segmento di gara con 64,97 punti, nonostante alcuni problemi avuti nell'esecuzione del suo programma. Ha poi vinto anche la seconda porzione di gara totalizzando 145,80 punti dopo aver eseguito un programma senza errori comprendente una combinazione triplo lutz-triplo toe-loop, un triplo flip, un triplo salchow, un triplo lutz, una combinazione doppio axel-doppio toe-loop-doppio rittberger, una combinazione triplo salchow-doppio toe-loop ed un doppio axel. Ha quindi ottenuto un totale di 210,77 punti, ponendosi a 48,89 punti di distanza dalla seconda classificata Park So-Youn. Ha così conquistato il suo nono titolo nazionale nella categoria Senior e si è qualificata per competere nei campionati del mondo.

## Cambi di allenatore
Yu-na Kim ha iniziato a pattinare all'età di 7 anni e la sua prima insegnante è stata la coreana Jong-Hyeon Ryu, che ha fortemente incoraggiato la madre della giovane atleta a far sì che la bambina continuasse tale sport.

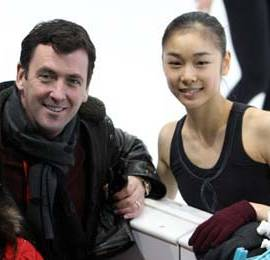
Kim Yu-Na ed il suo ex-allenatore Brian Orser durante l'allenamento della Finale del Grand Prix 2007-2008

Nel 2006, durante un allenamento estivo intensivo presso il "Toronto Cricket, Skating and Curling Club" di Toronto, in Canada, la Kim ha trovato nel Paese nordamericano un ambiente per lei soddisfacente e per questo dal marzo del 2007 si è trasferita a Toronto ed ha iniziato ad essere seguita dal canadese Brian Orser.
Nell'agosto del 2010 la pattinatrice sudcoreana si è separata da Brian Orser, coach con il quale si era allenata per quattro anni. La loro divisione è stata inizialmente resa nota al pubblico da un comunicato stampa dell'ex-allenatore. Le dimissioni di Orser sono state definite "improvvise ed inaspettate" e non è stata fornita alcuna spiegazione in proposito. Orser ha reso pubblica la separazione dicendo di non volere che essa divenisse una distrazione per i suoi altri allievi, fra i quali figuravano gli statunitensi Adam Rippon e Christina Gao. Rippon ha detto in una intervista che loro avevano saputo della situazione ben prima del grande pubblico e di aver avuto tempo per abituarsi all'idea senza che ciò "colpisse il modo di insegnare di Brian né certamente il mio allenamento". La Kim ha pubblicato un messaggio online accusando Orser di mentire. Sul proprio sito web la pattinatrice ha sostenuto che la relazione con il suo allenatore era stata strana ed ambigua per mesi e che lei era perplessa circa l'annuncio fatto da Orser. Ha anche affermato che le dimissioni erano state una sua decisione e che non era necessario che le motivazioni fossero rese pubbliche. Dopo la separazione, Orser ha rilasciato varie interviste circa le proprie dimissioni. Il 25 agosto 2010 l'ex-allenatore ha dato vita ad alcune controversie rivelando alla stampa informazioni sui programmi di gara della Kim per la stagione 2010-2011 senza il consenso della pattinatrice e della sua coreografa.
La Kim ha quindi iniziato ad allenarsi in un'altra pista di Toronto,, ma poco tempo dopo ha deciso di lasciare la città canadese per allenarsi nella pista dell'East West Ice Palace di Los Angeles, di proprietà di Michelle Kwan e della famiglia Kwan.
Il 5 ottobre 2010 è stato annunciato che il nuovo coach della sudcoreana sarebbe stato Peter Oppegard, cognato di Michelle Kwan.
Prima di tornare a competere nella stagione 2012-2013, la Kim ha lasciato Peter Oppegard per essere seguita da Shin Hye-sook e Ryu Jong-hyeon, che erano già stati suoi allenatori nei suoi primi anni di pattinaggio.

## Traguardi e tecnica di pattinaggio

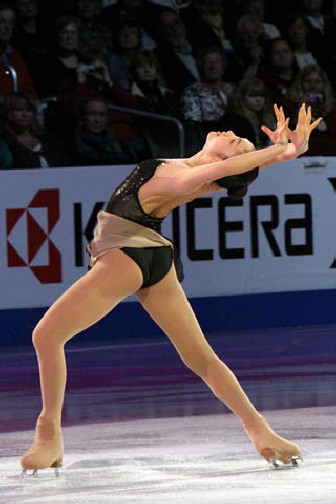
Yu-na Kim esegue la ina rovesciata all'indietro durante il galà del campionato mondiale 2009

La Kim è stata la prima pattinatrice di figura sudcoreana a vincere una medaglia in un evento dello Junior Grand Prix o del Senior Grand Prix, in un campionato ISU o in una competizione olimpica. Inoltre è stata la prima pattinatrice sudcoreana donna a conquistare la medaglia d'oro ai Giochi olimpici invernali, ai Campionati del mondo, al Quattro continenti e nella Finale del Grand Prix. Nella Corea del Sud è una delle atlete maggiormente riconosciute oltre che una figura mediatica.
Detiene il record per il punteggio nel programma corto femminile, nel programma libero femminile, e per il punteggio totale sotto il sistema di giudizio ISU. È stata anche la prima pattinatrice donna a superare i 150 punti nel programma libero ed i 200 punti nel totale, grazie ai risultati ottenuti ai Giochi olimpici del 2010. Inoltre non ha mai concluso una gara senza salire sul podio nella sua intera carriera.
Yu-na Kim ha eseguito il suo primo salto triplo all'età di 10 anni ed a 12 ha inserito cinque tripli nel suo programma di gara. A 14 anni ha eseguito la sua prima combinazione di due salti tripli ai Campionati mondiali juniores 2005.
In competizione ha eseguito tre differenti combinazioni di due salti tripli: triplo lutz-triplo toe-loop, triplo flip-triplo toe-loop, e triplo toe-loop-triplo toe-loop. È anche in grado di eseguire una combinazione triplo lutz-doppio toe-loop-doppio rittberger.

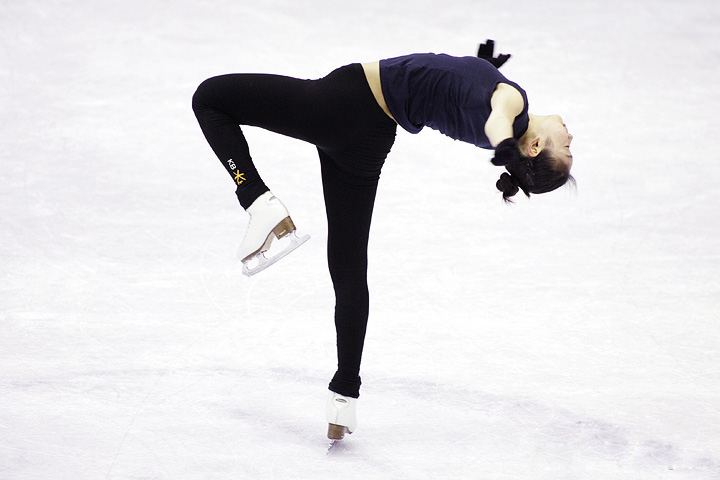
Yu-na Kim esegue la trottola angelo rovesciata all'indietro con la gamba piegata durante l'allenamento alla Finale del Grand Prix 2008-2009

Uno degli elementi più famosi di Yu-na è la trottola angelo rovesciata all'indietro con la gamba piegata. Esegue questa trottola sin dal 2004 ed anche se non è stata lei ad inventarla, ci si riferisce spesso a tale posizione come alla "trottola di Yuna" o "Yuna camel", dal nome inglese della trottola angelo che è appunto camel spin.
Un altro elemento che è divenuto la firma di Yu-na è la ina rovesciata dalla quale lei è in grado di eseguire direttamente il doppio axel, la combinazione doppio axel-triplo toe-loop o la combinazione doppio axel-doppio toe-loop-doppio rittberger.
La Kim è anche famosa per le sue grandi doti tecniche, la maturità artistica, l'eleganza e la grande capacità di coprire ampie porzioni di ghiaccio per mezzo dei suoi salti, dovuta all'alta velocità con la quale si stacca dal suolo. La sua combinazione triplo lutz-triplo toe-loop è nota per l'ampia parabola descritta in volo.

## Vita privata
Yu-na è nata nel 1990 a Bucheon, nella provincia sudcoreana del Gyeonggi, e si è trasferita a Gunpo quando aveva sei anni.
Ha iniziato a pattinare all'età di sette anni, dopo aver cominciato ad imparare dalla madre. In un primo momento si è allenata nel suo Paese natale, ma in seguito si è trasferita a Toronto, in Canada, nel maggio del 2007. Ha trascorso quattro anni nell'Ontario, mentre attualmente si allena a Seul ed a Los Angeles.
Nel 2008 è stata battezzata come cattolica insieme a sua madre, prendendo il nome della santa Stella.
Nel 2009 si è iscritta alla facoltà di Educazione Fisica della Korea University.
La traslitterazione corretta del suo nome dal coreano dovrebbe essere 'Kim Yeona'. Ad ogni modo, quando la pattinatrice ha fatto richiesta per il proprio passaporto, avrebbe voluto scrivere il proprio nome come 'Yun-a', ma l'ufficiale ha trascritto in modo errato il nome come 'Yu-na'. In Hangŭl, 'Yun-a' sarebbe scritto correttamente come "연아" e non "유나". Dalla stagione 2010-2011, il suo nome è stato registrato come 'Yuna Kim' sul suo profilo ISU.
Il 22 ottobre 2022 ha sposato il cantante Ko Woo-rim dei Forestella.

## Vita pubblica e sponsor

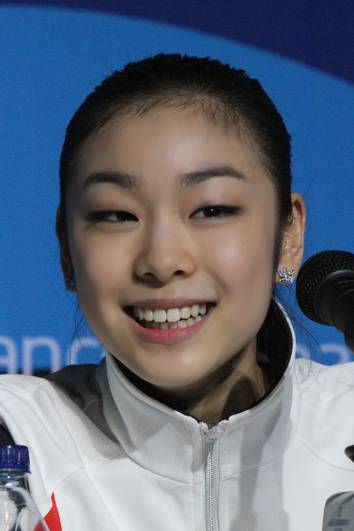
Yu-na Kim nel 2010

Fra gli sponsor ufficiali di Yu-na Kim ci sono la banca sudcoreana Kookmin Bank, Nike, Korean Air e Hyundai Motor Company. Fra gli altri figurano inoltre anche Anycall (telefoni cellulari), Hauzen (aria condizionata), Lac Vert (cosmetici), Maeil Dairies Co. Ltd (latticini), Saffron (ammorbidenti), Tous Les Jours (pasticceria), J. Estina (gioielli) e Qua (abbigliamento). Le musiche sulle quali ha pattinato sono state inserite insieme alle altre canzoni che preferisce in un album dal titolo Yuna Kim ~ Fairy On ICE ~ Skating Music (Universal Music Korea, 2008).
Yu-na è stata la protagonista delle edizioni 2008, 2009 e 2010 dello spettacolo Festa on Ice, prodotto dalla sua ex-agenzia, la IB Sports, che ha anche prodotto un altro show sul ghiaccio, Ice All Stars 2009, che si è svolto a Seul dal 14 al 16 agosto 2009. A tale spettacolo ha preso parte anche Michelle Kwan, che è considerata un idolo da Yu-na ed è inoltre una delle pattinatrici più vittoriose nella storia degli Stati Uniti.
Nell'aprile del 2010 la Kim ha lasciato la IB Sports ed ha creato, con il supporto di sua madre, una propria agenzia chiamata All That Sports Corp. (AT Sports). Hanno organizzato uno show sul ghiaccio intitolato All That Skate.
Yu-na Kim è comparsa in molte pubblicità in Corea del Sud. La sua pubblicità per un nuovo telefono cellulare con touchscreen aptico della Samsung, presentato come Yuna's Haptic (SPH-W7700), ha fatto registrare il record di oltre un milione di apparecchi venduti in sette mesi. Del cellulare "Yuna's Haptic", uscito sul mercato nel maggio 2009, sono stati acquistati più di cinquecentocinquantamila esemplari nei primi 80 giorni di vendite. Durante le Giochi olimpici del 2010, la rivista Forbes ha nominato la Kim, assieme all'atleta americano di snowboard Shaun White, come l'atleta olimpica più pagata, con 7,5 milioni di dollari guadagnati da ciascuno. Nell'agosto del 2010, la rivista Forbes l'ha anche inserita nella lista delle atlete donne più pagate al mondo, con un guadagno annuale di 9,7 milioni di dollari.
La Kim ha lavorato in alcuni progetti come cantante. Ha registrato un duetto con il cantante K-pop Lee Seung-gi per collaborare a "Smile Boy", la canzone per la pubblicità della Coppa del mondo FIFA del 2010. Ha anche cantato con la band coreana Big Bang nel singolo Shouts of Reds, creato per la squadra di calcio coreana. Inoltre la pattinatrice ha interpretato canzoni di cantanti pop coreani come Kim Tae-yeon delle Girls' Generation, IU, Narsha e BoA nel programma televisivo Kim Jung-eun's Chocolate.
Yu-na Kim è stata nominata ambasciatrice per il Visit Korea Year 2010-2012. Nel 2010 è stata inserita dal TIME nella "Time 100" come una delle persone più influenti al mondo. Nel luglio 2010 Yu-na è stata nominata Ambasciatrice di Buona Volontà internazionale per l'UNICEF. Inoltre è stata nominata ambasciatrice per la riunione del G20 del 2010 a Seul, insieme all'attrice Han Hyo Joo ed al giocatore di calcio Park Ji-sung.
Nell'agosto 2010, in onore di una visita di Yu-na, la città di Los Angeles ha designato il 7 agosto come "Giorno di Yu-na Kim" e le ha conferito la cittadinanza onoraria. In tale città la pattinatrice ha anche ricevuto il "Premio Orgoglio Coreano" dalla Korean American Leadership Foundation, lo stesso giorno in cui lo ha ricevuto anche Sammy Lee, due volte campione olimpico nel nuoto maschile, prima nel 1948 e poi nel 1952.
Nel settembre 2010 la Kim è stata invitata presso l'Ufficio delle Nazioni Unite a New York per partecipare all'annuale celebrazione della Giornata Internazionale della Pace in veste di Ambasciatrice di Buona Volontà dell'UNICEF. Ha partecipato alla cerimonia insieme a funzionari di alto livello delle Nazioni Unite, compreso Ban Ki-moon, Segretario generale delle Nazioni Unite, ed altri Ambasciatori di Buona Volontà rappresentanti altre branche delle Nazioni Unite. In tale occasione, la pattinatrice sudcoreana ha promosso un messaggio in favore della pace da parte dell'UNICEF.
Nell'ottobre 2010, la Kim e la sua agenzia All That Sports hanno organizzato "All That Skate LA 2010", una versione statunitense del loro spettacolo sul ghiaccio di grande successo in Corea, All That Skate. L'evento americano ha avuto luogo presso lo Staples Center, a Los Angeles. Lo spettacolo, diretto dal rinomato coreografo canadese David Wilson, ha vantato un cast di pattinatori molto famosi, fra cui la cinque volte campionessa del mondo Michelle Kwan, i campioni olimpici in carica di tre discipline di pattinaggio, compresa la stessa Kim, e vari altri campioni del mondo. Lo show ha ricevuto ottime recensioni sia dagli appassionati di pattinaggio che dai critici per aver portato un nuovo stile di spettacolo sul ghiaccio negli Stati Uniti ed anche per l'alta qualità della sua produzione.
Yu-na Kim ha ricevuto il premio "Donna sportiva dell'anno" dall'associazione Women's Sports Foundation il 12 ottobre 2010.

## Palmarès

### Risultati nella categoria Senior
| Risultati                                                                    | Risultati      | Risultati      | Risultati      | Risultati      | Risultati      | Risultati      | Risultati      | Risultati |
| Internazionali                                                               | Internazionali | Internazionali | Internazionali | Internazionali | Internazionali | Internazionali | Internazionali |           |
| Evento                                                                       | 2006-07        | 2007-08        | 2008-09        | 2009-10        | 2010-11        | 2012-13        | 2013-14        |           |
| ---------------------------------------------------------------------------- | -------------- | -------------- | -------------- | -------------- | -------------- | -------------- | -------------- | --------- |
| Giochi olimpici invernali                                                    |                |                |                | 1º             |                |                | 2º             |           |
| Campionati mondiali                                                          | 3º             | 3º             | 1º             | 2º             | 2º             | 1º             |                |           |
| Campionati dei Quattro continenti                                            |                |                | 1º             |                |                |                |                |           |
| GP Finale                                                                    | 1º             | 1º             | 2º             | 1º             |                |                |                |           |
| GP Trophée Eric Bompard                                                      | 1º             |                |                | 1º             |                |                |                |           |
| GP Cup of China                                                              |                | 1º             | 1º             |                |                |                |                |           |
| GP Cup of Russia                                                             |                | 1º             |                |                |                |                |                |           |
| GP Skate America                                                             |                |                | 1º             | 1º             |                |                |                |           |
| GP Skate Canada                                                              | 3º             |                |                |                |                |                |                |           |
| Golden Spin                                                                  |                |                |                |                |                |                | 1º             |           |
| NRW Trophy                                                                   |                |                |                |                |                | 1º             |                |           |
| Nazionali                                                                    |                |                |                |                |                |                |                |           |
| Campionati sudcoreani                                                        |                |                |                |                |                | 1º             | 1º             |           |
| Yu-na Kim non ha preso parte ad alcuna competizione nella stagione 2011-2012 |                |                |                |                |                |                |                |           |

### Risultati nelle categorie Junior e Novice
| Risultati                                                             | Risultati      | Risultati      | Risultati      | Risultati      | Risultati      |
| Internazionali                                                        | Internazionali | Internazionali | Internazionali | Internazionali | Internazionali |
| Evento                                                                | 2001-02        | 2002-03        | 2003-04        | 2004-05        | 2005-06        |
| --------------------------------------------------------------------- | -------------- | -------------- | -------------- | -------------- | -------------- |
| Campionati mondiali juniores                                          |                |                |                | 2ºJ            | 1ºJ            |
| JGP Finale                                                            |                |                |                | 2ºJ            | 1ºJ            |
| JGP Bulgaria                                                          |                |                |                |                | 1ºJ            |
| JGP Cina                                                              |                |                |                | 2ºJ            |                |
| JGP Ungheria                                                          |                |                |                | 1ºJ            |                |
| JGP Slovacchia                                                        |                |                |                |                | 1ºJ            |
| Golden Bear                                                           |                |                | 1ºN            |                |                |
| Triglav Trophy                                                        | 1ºN            |                |                |                |                |
| Nazionali                                                             |                |                |                |                |                |
| Campionati sudcoreani                                                 | 1ºJ            | 1ºS            | 1ºS            | 1ºS            | 1ºS            |
| JGP = Junior Grand Prix Categorie: S = Senior; J = Junior; N = Novice |                |                |                |                |                |